# York (Maine)
York és una població dels Estats Units a l'estat de Maine (EUA). Segons el cens del 2000 tenia 12.854 habitants.

## Demografia
Segons el cens del 2000, York tenia 12.854 habitants, 5.235 habitatges, i 3.690 famílies. La densitat de població era de 90,4 habitants/km².
Dels 5.235 habitatges en un 29,5% hi vivien nens de menys de 18 anys, en un 61,1% hi vivien parelles casades, en un 7% dones solteres, i en un 29,5% no eren unitats familiars. En el 24% dels habitatges hi vivien persones soles el 9,9% de les quals corresponia a persones de 65 anys o més que vivien soles. El nombre mitjà de persones vivint en cada habitatge era de 2,42 i el nombre mitjà de persones que vivien en cada família era de 2,88.
Per edats la població es repartia de la següent manera: un 22,8% tenia menys de 18 anys, un 4,3% entre 18 i 24, un 25,7% entre 25 i 44, un 30,1% de 45 a 60 i un 17% 65 anys o més.
L'edat mediana era de 43 anys. Per cada 100 dones de 18 o més anys hi havia 88,7 homes.
La renda mediana per habitatge era de 64.000 $ i la renda mediana per família de 65.082 $. Els homes tenien una renda mediana de 49.415 $ mentre que les dones 31.743 $. La renda per capita de la població era de 30.895 $. Entorn de l'1,3% de les famílies i el 3,8% de la població estaven per davall del llindar de pobresa.